# Cỗ máy bố cục
Cỗ máy bố cục là một cỗ máy được thiết kế và sản xuất bởi tập đoàn Microsoft. Nó được phát triển nhằm mục đích đưa vào sử dụng trong Trident engine.

## Phần cứng
Dưới đây là thông tin phần cứng của cỗ máy bố cục:
- 486 MHz IBM "Gekko" PowerPC CPU
- PowerPC 750CXe-based core[2]
- 180 nm IBM copper-wire process, 43 mm² die, 4.9 W dissipation[2]
- Roughly fifty new vector instructions[2]
- 32-bit ALU
- 64-bit FPU (1.9 GFLOPS, usable as 2 × 32-bit SIMD)[2]
- 64-bit enhanced PowerPC 60x front side bus to GPU/chipset, 162 MHz clock, 1.3 GB/s peak bandwidth[2]
- 64 kB (32 kB I/32 kB D) L1 cache (8-way associative), 256 kB on-die L2 cache (2-way associative)[2]
- 1125 DMIPS (dhrystone 2.1)

System memory:
- 43 MB total non-unified RAM
  - 24 MB MoSys 1T-SRAM (codenamed "Splash") main system RAM, 324 MHz, 64-bit bus, 2.7 GB/s bandwidth[2]
  - 3 MB embedded 1T-SRAM within "Flipper"[3]
    - Split into 1 MB texture buffer and 2 MB framebuffer[3]
    - 10.4 GB/s texture peak bandwidth, 7.6 GB/s framebuffer peak bandwidth, ≈ 6.2 ns latency[2]

  - 16 MB DRAM used as buffer for DVD drive and audio, 81 MHz, 8-bit bus, 81 MB/s bandwidth[2]